# Cantonul Case-Pilote-Bellefontaine
Cantonul Case-Pilote-Bellefontaine este un canton din arondismentul Saint-Pierre, Martinica, Franța.

## Comune
| Comune        | Populație (1999) | Cod poștal | Cod INSEE |
| ------------- | ---------------- | ---------- | --------- |
| Bellefontaine | 1.445            | 97222      | 97234     |
| Case-Pilote   | 4.490            | 97222      | 97205     |